# Ølhunden
"Ølhunden" er en sang, med tekst skrevet af Poul Henningsen (P.H.). Melodien stammer fra den napolitanske sang "Carmela 'a Picciotta" (1893), med omkvædet 'Duorme Carme' (Carmela sover), af Ernesto De Curtis, indsunget af bl.a. Beniamino Gigli. I dansk oversættelse var den i århundredets begyndelse blevet indsunget af kammersanger Vilhelm Herold. Oktavspringet til slut ( 'med ha-LEN!') findes ikke i den italienske tradition – muligvis tilføjet af Herold? 
Sangen stammer fra P.H.-revyen På Ho'det, Nørrebros Teater 1929, hvor den blev sunget af Osvald Helmuth.